# Internettelevízió
Az  internettelevízió (vagy internet-tv) internet útján közvetített televízió.
Az internettelevízió ma még a gyerekkorát éli. Azon túl, hogy tömegigény van rá az egész világon, az a szép benne, hogy mindenki jól jár vele. A kisebb műsorszolgáltatók, helyi tévék korábban még csak nem is gondohattak arra, hogy műsoruk egyszer a világon bárhol látható lesz. Főként azért, mert tőkehiány és egyéb okok miatt még saját országukban sem juthattak el minden nézőhöz. Ugyanez a helyzet azokban az amúgy dinamikusan fejlődő országokban amelyekben még alig épült ki a kábel-TV hálózat, mint Kínában, Indiában és egy sor Dél-Amerikai államban. 
A web tévék ma még csak „megmutatják" magukat. Megbíznak egy-egy internetszolgáltatót, hogy műsorukat teljes egészében vagy részeiben tegyék fel a netre. Ha nincs elég pénzük, kisebb sávszélességgel kerülnek a hálóra (100 - 300 kbit/s), ha sok pénzük van, nagy sávszélességgel  (700 - 1100 kbit/s), vagy még többel. 
A következő lépés ugyanaz lesz, mint ma már a legjobbaknál. A nézettségi adatok alapján reklámozót szerveznek maguknak, mi pedig minden kapcsolódásnál, illetve a műsorfolyamon belül is, ugyanúgy reklámot fogunk látni mint a „valódi" tévében. Ha elég nézettséget tudnak bizonyítani, a kicsiknek is lesz annyi reklámbevételük amiből még jobb minőségben jelenhetnek meg a hálón. Nemsokára tehát már egyre több televíziót élvezhetünk teljes képernyőn és majd egyre többet HD minőségben. 
A Motorola felmérése szerint Európában főként a franciák használják a webTV-t, utána következnek a spanyolok, majd Nagy-Britannia netezői. A BIG Research szerint az USA-ban már 100 milliónál több internetező néz online TV-t és a valóságshow-k szerkesztői egyre gyakrabban számítanak a PC-függőkre. A webTV-t persze nem csak PC-n lehet nézni! 

## Áttekintés
Régebben a tv-adásokat kábelen vagy földi vagy műholdas rendszereken keresztül sugározták.
Ma egyre gyakrabban találhatunk internetes adásokat is.
Ezen kívül vannak csak neten közvetítő adók is.
Az internet-tv
- nézhetjük hagyományos tv-n is egy Set-top box közbeiktatásával, vagy számítógépen, pda-n esetleg mobilon.
- lehet live vagy VOD (video on demand), ahol válogathatunk a műsorokból
- változó minőségű lehet
- lehet másolásvédett vagy másolható
- lehet ingyenes vagy előfizetéses
- lehet interaktív vagy passzív

Az internet-tv egyik korlátja a streaming-technológiák magas költsége, sok néző esetén.
Az első online tv szolgáltatás az amerikai ABC csatorna World News Now című műsora volt 1994-ben az USA-ban.
A streaming tv-k két leggyakoribb formátuma a
- Windows Media (.wmv)
- és a Real Video (.rm).

A streaming mellett a legelterjedtebb technológia az P2PTV, ami a Skype és a BitTorrent elvén működik, és általában megbízhatóbb a képminősége.

### Internetes tv-technológiák
- BitTorrent
- Dirac
- HTTP
- Nullsoft Streaming Video
- RSS
- RSS enclosure
- RTSP
- SMIL
- Theora
- WTVML